# 挪威鎮區 (愛荷華州溫納貝戈縣)
挪威鎮區（英語：Norway Township）是位於美國愛荷華州溫納貝戈縣的一個行政鎮區。

## 地方資料
根據2010年美國人口普查的數據，挪威鎮區的面積為74.66平方千米，當中陸地面積為74.66平方千米，而水域面積為0.00平方千米。當地共有人口310人，而人口密度為每平方千米4.15人。